# Castillo de Bentheim

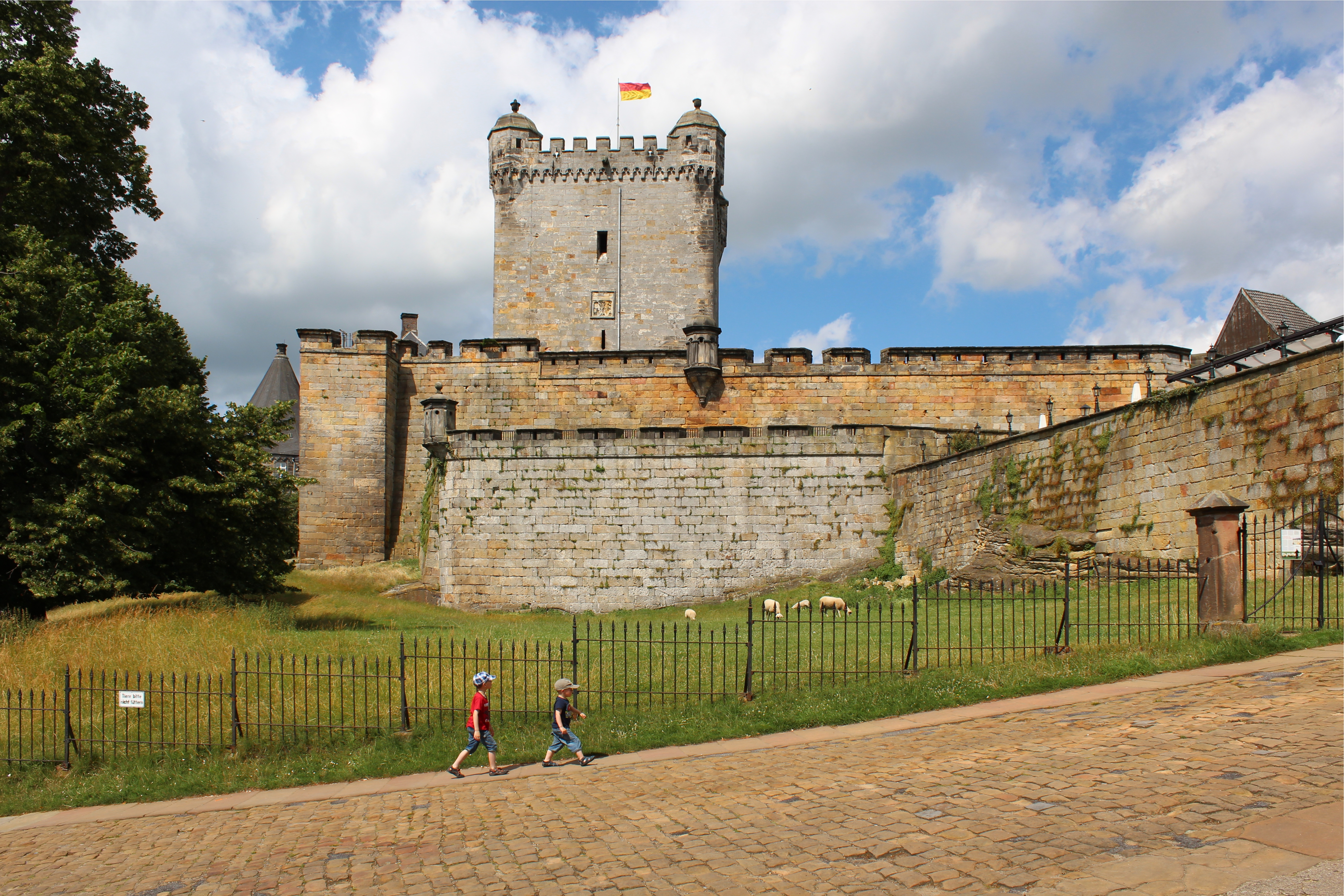
La Pulverturm (Torre del polvorín).

El castillo de Bentheim (en alemán: Burg Bentheim) es un castillo medieval sobre una colina en Bad Bentheim, Baja Sajonia, Alemania. El castillo es mencionado por primera vez en el siglo XI bajo el nombre de binithem.

## Situación
El castillo se construyó en un promontorio de arenisca de Bentheim, que no solo proporcionó materiales de construcción para el propio castillo, sino que fue un valioso producto de exportación. Esta elevación llamada Bentheimer Höhenrücken es la última cresta del cercano bosque de Teutoburgo. Su elevada posición sobre un terreno muy llano, por otro lado, proporciona una excelente vista y así una localización estratégica para construir un castillo.

## Historia

### Hasta 1500

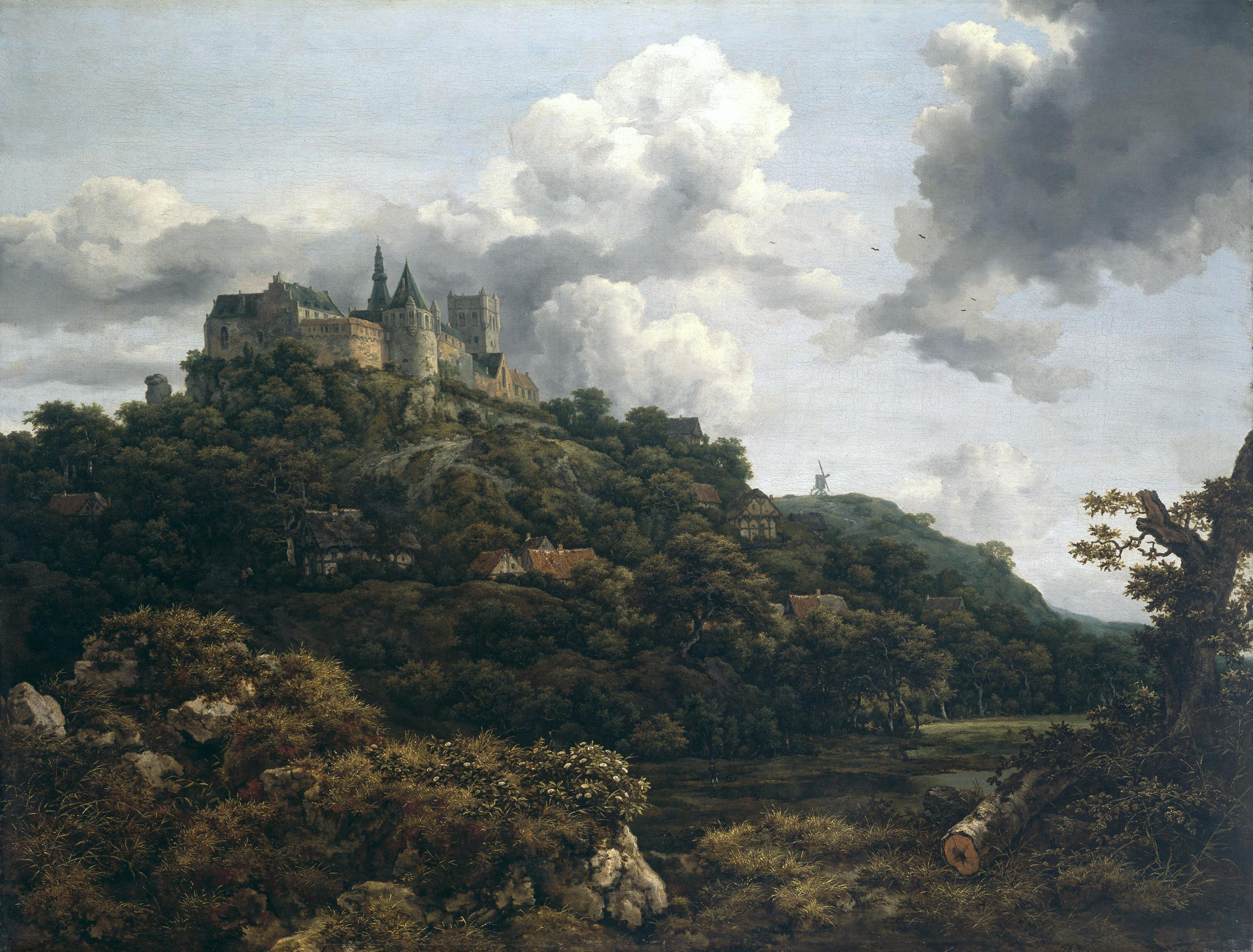
El castillo de Bentheim, por Jacob van Ruisdael (1653).

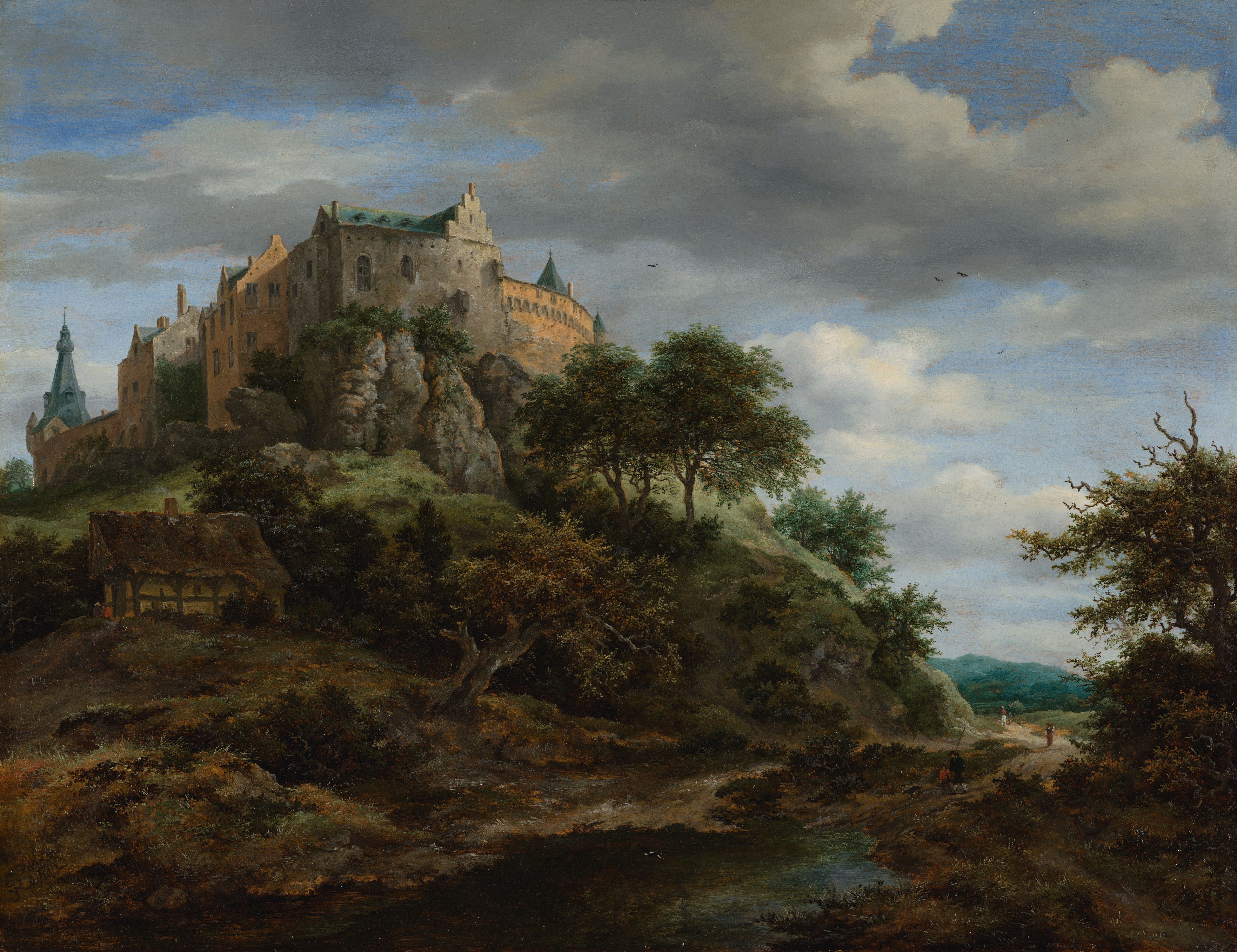
El castillo de Bentheim, por Jacob van Ruisdael (segunda versión).

La historia temprana del castillo, que fue erigido sobre los restos de un más temprano castillo refugio, se desconoce mayormente. En los registros de la Abadía de Werden (1050) es mencionado como Binedheim, contribuyente en grano, miel y 2 sólidos. Un documento de 1020 nombra a Otto von Northeim como el dueño del castillo. En 1116 el castillo es completamente destruido en la guerra entre el duque Lotario de Süpplinburg, más conocido como Lotario II, y Enrique V. El Annalista Saxo describe cómo Lotario "puso sitio a Binithem, una bella y fuerte ciudad, y la incendió después de haberla conquistado”. El epíteto "fuerte" (firmam) sugiere que el castillo jugó un papel vital en la defensa de la ciudad, aunque se presume que era una estructura de madera y todavía no de piedra.
El castillo es reconstruido pronto, esta vez de piedra, por Otto von Salm, cuñado del victorioso Lotario II, cuya mujer Gertrud von Northeim lo utiliza como residencia. En 1050 ella es mencionada como comitissa de Benetheim, que es el primer miembro documentado de los Condes de Bentheim.
En 1146 estalló la guerra entre Otto von Rheineck y el Obispo de Utrecht a causa de la jurisdicción sobre Twente, siendo derrotados Otto y sus caballeros en las cercanías de Ootmarsum. El castillo pasó a ser feudo de la diócesis de Utrecht y el Obispo reclamó el palacio y la capilla para su uso personal hasta 1190. El hijo de Otto y único heredero, Otto II von Salm-Rheineck, intentó recuperarlo pero cayó en manos de Hermann von Stahleck en 1148. Pasó algún tiempo prisionero en Schönburg, cerca de Oberwesel, y fue estrangulado al año siguiente. Para los obispos de Münster y Utrecht, el condado independiente permanecía como una espina clavada, y notablemente en 1374 ambos lanzaron ataques contra el castillo.
La hija de Otto, Sofía de Salm-Rheineck, heredó el castillo y contrajo matrimonio con el Conde Dirk VI de Holanda. Tanto el castillo (1154) como el condado (1165) pasaron así a los Condes de Holanda. Su hijo, Otto el Joven, es mencionado en las hazañas de Enrique el León como comes de Binitheim. Es el primero de los condes de Bentheim-Holanda, cuyo gobierno duró hasta 1421, cuando el castillo pasó a manos de Eberwin IV von Götterswick, un primo del último conde de Bentheim-Holanda.

### Después de 1500
A partir de 1421 aparece por primera vez el nombre Grafen von Bentheim. En 1486 el conde Eberwin II obtiene un feudo de Federico III y el Condado de Bentheim pasa a ser una entidad política independiente. En 1489 esto se refleja en el castillo (Burg), iniciándose la construcción de la torre del polvorín. Entre 1588 y 1593, Arnaldo III elige el bando de la Reforma, siguiendo a los reformadores de la Iglesia Calvino y Zuinglio. Durante la guerra de los Treinta Años, el condado paga un precio por su elección y es repetidamente saqueado por tropas españolas. Parte del castillo es destruido en el conflicto. Esto se repite durante la guerra de los Siete Años, en la que es asediado repetidamente por tropas francesas y británicas y ocupado varias veces. En 1795 sirve como hospital de campaña en la guerra contra el ejército revolucionario francés, siendo incendiado y conquistado por el general Dominique Vandamme.
El castillo todavía está en posesión del Príncipe de Bentheim-Steinfurt, quien vive en el castillo de Steinfurt. Es el hogar de alguno de sus hermanos y también está abierto al público como museo familiar.